# Egy új Gusztáv
A Egy új Gusztáv a Gusztáv című rajzfilmsorozat harmadik évadának tizenharmadik epizódja.

## Rövid tartalom
Szilveszterkor Gusztáv is elhatározza, hogy új életet kezd.

## Alkotók
- Rendezte: Nepp József
- Írta: Dargay Attila, Jankovics Marcell, Nepp József
- Zenéjét szerezte: Deák Tamás
- Operatőr: Henrik Irén
- Hangmérnök: Horváth Domonkos
- Vágó: Czipauer János
- Tervezte: Vásárhelyi Magda
- Háttér: Szálas Gabriella
- Rajzolták: Csiszér Ágnes, Révész Gabriella
- Színes technika: Boros Magda, Dobrányi Géza
- Gyártásvezető: Bártfai Miklós

Készítette a Pannónia Filmstúdió.